# اسماعیل ذوالفقارلی
اسماعیل ذوالفقارلی (ترکی آذربایجانی: İsmayıl Zülfüqarlı؛ زادهٔ ۱۶ آوریل ۲۰۰۱) بازیکن فوتبال اهل جمهوری آذربایجان است.
از باشگاه‌هایی که در آن بازی کرده‌است می‌توان به باشگاه فوتبال نفتچی باکو اشاره کرد.
وی همچنین در تیم‌های ملی فوتبال تیم ملی فوتبال زیر ۱۷ سال جمهوری آذربایجان و تیم ملی فوتبال زیر ۱۹ سال جمهوری آذربایجان بازی کرده‌است.